# Bistum Bereina
Das Bistum Bereina (lat.: Dioecesis Bereinitana) ist eine in Papua-Neuguinea gelegene römisch-katholische Diözese mit Sitz in Bereina. Es umfasst die Distrikte Kairuku-Hiri und Goilala in der Provinz Central Province.

## Geschichte
Papst Johannes XXIII. gründete mit der Apostolischen Konstitution Qui per electionem am 16. Juli 1959 das Apostolische Vikariat Yule Island aus Gebietsabtretungen des Apostolischen Vikariats Port Moresby.
Mit der Bulle Laeta incrementa wurde es am 15. November 1966 zum Bistum erhoben, das dem Erzbistum Port Moresby als Suffragandiözese unterstellt wurde. Am 16. Januar 1971 verlor es einen Teil seines Territoriums zugunsten der Errichtung des Bistums Kerema.

## Ordinarien

### Apostolische Vikar von Yule Island
- Eugène Klein MSC (14. Juni 1960–15. November 1966)

### Bischöfe von Bereina
- Eugène Klein MSC (15. November 1966–5. Juni 1971, dann Koadjutorerzbischof von Nouméa)
- Louis Vangeke MSC (1. März 1976–30. Oktober 1979)
- Benedict To Varpin (30. Oktober 1979–26. Januar 1987, dann Koadjutorerzbischof von Madang)
- Luke Paul Matlatarea MSC (21. Juni 1988–28. März 1998)
- Gérard-Joseph Deschamps SMM (2. Januar 1999–12. Februar 2002)
- John Ribat MSC (12. Februar 2002–16. April 2007, dann Koadjutorerzbischof von Port Moresby)
- Rochus Tatamai MSC (29. November 2007–22. Juni 2018, dann Bischof von Kavieng)
- Otto Separy (seit 16. Juli 2019)

## Statistik
| Jahr | Bevölkerung | Bevölkerung | Bevölkerung | Priester     | Priester         | Priester       | Priester               | Ständige Diakone | Ordensleute  | Ordensleute      | Pfarreien |
| ---- | ----------- | ----------- | ----------- | ------------ | ---------------- | -------------- | ---------------------- | ---------------- | ------------ | ---------------- | --------- |
| Jahr | Katholiken  | Einwohner   | %           | Gesamtanzahl | Diözesanpriester | Ordenspriester | Katholiken je Priester | Ständige Diakone | Ordensbrüder | Ordensschwestern |           |
| 1970 | 40.511      | 105.495     | 38,4        | 50           | 7                | 43             | 810                    |                  | 64           | 85               | 21        |
| 1980 | 41.983      | 52.586      | 79,8        | 33           | 5                | 28             | 1.272                  | 3                | 47           | 44               | 13        |
| 1990 | 53.563      | 64.919      | 82,5        | 26           | 5                | 21             | 2.060                  | 2                | 34           | 50               | 16        |
| 1999 | 62.656      | 80.000      | 78,3        | 17           | 7                | 10             | 3.685                  | 1                | 16           | 35               | 14        |
| 2000 | 64.536      | 80.000      | 80,7        | 18           | 7                | 11             | 3.585                  | 1                | 19           | 26               | 14        |
| 2001 | 66.156      | 81.506      | 81,2        | 17           | 7                | 10             | 3.891                  | 1                | 18           | 26               | 14        |
| 2002 | 67.048      | 82.848      | 80,9        | 19           | 8                | 11             | 3.528                  | 2                | 15           | 26               | 14        |
| 2003 | 67.933      | 83.733      | 81,1        | 19           | 7                | 12             | 3.575                  | 2                | 17           | 24               | 14        |
| 2004 | 67.933      | 83.733      | 81,1        | 19           | 7                | 12             | 3.575                  | 1                | 15           | 23               | 14        |
| 2006 | 69.000      | 86.500      | 79,8        | 21           | 9                | 12             | 3.285                  | 1                | 14           | 25               | 14        |